# Vuggevise
"Vuggevise" ("Canção de embalar"/"Canção de ninar") foi a canção que representou a Dinamarca no Festival Eurovisão da Canção 1962 que teve lugar no Luxemburgo.
A referida canção foi interrpetada em dinamarquês por  Ellen Winther. Foi a quinta canção a ser interpretada na noite do evento, a seguir à canção da Áustria "Nur in der Wiener Luft", interpretada por  Eleonore Schwarz e antes da canção da Suécia "Sol och vår", cantada por Inger Berggren. Terminou a competição em 10.º lugar, tendo recebido um total de 2 pontos. No ano seguinte, em 1963, a Dinamarca foi representada por duo Grethe and Jørgen Ingmann que interpretou o tema "Dansevise".

## Autores
- Letrista: Sejr Volmer-Sørensen
- Compositor: Kjeld Bonfils
- Orquestrador: Kai Mortensen

## Letra
Como o título sugere, a canção é uma canção de embalar/ninar, cantada a partir da perspetiva de uma mãe para seu filho. Winther sugere que a mãe vai passar o tempo que a criança está dormindo "apagando tristezas da longa lista".

## Outras versões
Winther lançou uma versão em inglês intitulada "Lullaby".